# المضابع
المضابع قرية في ناحية الرقاما التابعة لمنطقة حمص في محافظة حمص في سورية.